# لژیونلا پنوموفیلا
لژیونلا پنوموفیلا یا (به انگلیسی: Legionella pneumophila) باکتری گرم منفی است که عامل بیماری لژیونلوزیز است. محیط زیست طبیعی آنها آب می‌باشد.

## بیماریزایی

لژیونلا پنوموفیلا

لژیونلاها باسیلهای گرم منفی، هوازی، بدون قدرت اسپورسازی، دارای شکلهای مختلف (پلئومورفیک) و دارای یک تاژک هستند. لژیونلا پنوموفیلا عامل ۵٪ از پنومونی‌ها در جامعه است. پنومونی لژیونلایی بخصوص در افراد بیمار، ضعیف، کودکان و افراد مسن شایعتر است. انتقال لژیونلا به انسان از طریق آئروسل، آسپیراسیون، و کاشته شدن مستقیم به درون ریه‌ها طی دست‌کاری‌های مجاری تنفسی صورت می‌گیرد. کینولون‌ها (مانند سیپروفلوکساسین) و ماکرولیدهای جدیدتر (مانند آزیترومایسین)، در حال حاضر داروهای انتخابی به‌شمار می‌روند